# Navasota
Navasota város az USA Texas államában, Brazos és Grimes megyében. Lakosainak száma 7643 fő (2020. április 1.).

## Népesség
A település népességének változása:

| 2010 | 7 049 |
| 2020 | 7 643 |